# 王莹 (电影演员)
王莹（1913年3月8日—1974年3月3日），原名喻志华，又名王克勤，乳名桂贞，生于中华民国安徽省芜湖，民国时期话剧及电影演员、作家。著有长篇小说《宝姑》、《两种美国人》等。文革时期被迫害至死。

## 生平

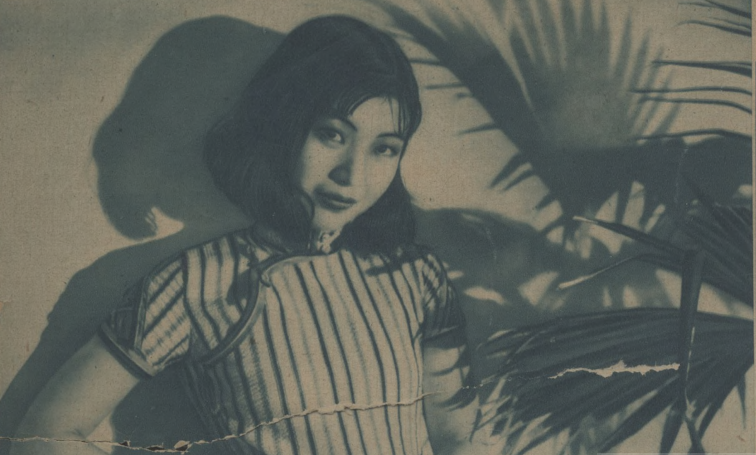
1935年主演《自由神》的王莹，载《电通》1935年第1期

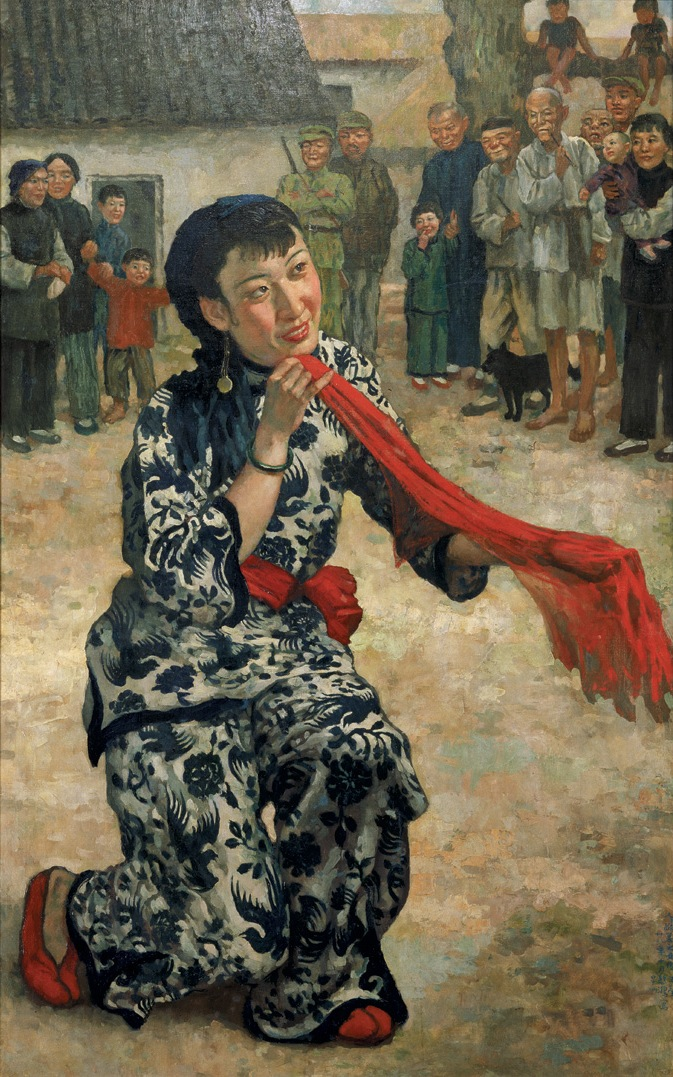
徐悲鸿1939年根据王莹在新加坡表演的抗日剧《放下你的鞭子》所绘的同名油画

1921年 ，王莹的亲生母亲（是一名音乐教师）去世。 1922年她参加了上海芸術劇社的演出。在《炭坑夫》《西线无战事》等的话剧中以扮演儿童角色初次亮相。作为一名天才儿童而受到了欢迎。
1928年喻志华改名为王莹。1930年她加入了中国共产党，后入复旦大学文学系学习。1932年后，在辛酉、联合、四十年代等剧社中演出话剧，同时在明星影片公司拍摄的《女性的呐喊》、《铁板红泪录》等影片中有所表演。
1934年王莹赴日本东京大学艺术系学习。1935年回国， 回国后，曾在电通影片公司主演《自由神》。
1935年，王莹与已婚的中国共产党情报人员袁殊同居。袁殊被捕，假叛变供出王莹和夏衍，但夏衍已经转移，王莹表面上也只是一般左翼分子，王莹被捕一周后被释放。
1936年与当时的著名影星金山恋爱同居，1936年，话剧《赛金花》排演，而和女演员蓝蘋（后来的江青）竞争主演，后王莹借助与金山的关系，威胁导演要“另组剧组”，挤下江青，拿下赛金花一角，和江青起了冲突。
1937年参加上海救亡演剧三队。1939年任新中国剧团副团长兼演员。 1930年代末期年与已婚的谢和赓相爱，与金山分手。谢和赓将妻子杜璇和孩子抛弃，带着情妇王莹赴美国公费学习。1951年，杜璇登报声明与谢和赓离婚，谢和赓与王莹在美国纽约结婚。
1954年底，谢和赓在麦卡锡主义风潮中被美国移民局逮捕，被驱逐出境，王莹随谢回国后任文化部电影局电影剧本创作所、北京电影制片厂编剧。
1967年在江青的指使下，被四人帮诬为“三十年代黑明星”、“美国特务”。王莹和丈夫谢和庚被关进了秦城监狱，在狱中她遭受了长达7年的折磨，下肢癱瘓，在她的死亡书上，留下的仅有这个6742的代号（1967年第42號囚犯）。
1974年3月3日王莹逝世，再过5天就是她61岁生日。
1979年名誉被恢复。1987年她的传记《洁白的明星——王莹》出版。2005年11月1日，谢和庚逝世。2006年安徽省芜湖市神仙台陵园建起了王莹和谢和庚合葬墓，墓碑上刻着原国务院外交部长黄华亲笔题写的“革命精神垂范千古”。

## 与江青的恩怨
王莹在上海参加革命后结识了洪深、夏衍等左翼文艺家，开始从事话剧表演。王莹与江青结仇也是因为表演。那时的江青还叫蓝蘋，蓝蘋在联华影片公司最大的愿望是成为最红的电影明星。《赛金花》是夏衍创作的话剧剧本，王莹与蓝蘋竞争女主角赛金花的角色，经过金山的运作，王莹挤掉蓝蘋成为女主角。1936年11月，金山、王莹与其他演员和职员成立了"四十年代剧社"，与上海金城大戏院签了约。11月19号公演话剧《赛金花》，王莹出演女主角，《赛金花》上演后，场场爆满，连续二十场的出演，让23岁的王莹一举成名，轰动上海滩。
王莹的成名，让江青气急败坏，加之当时小报报道江青争演《赛金花》落败的事件，更让蓝蘋觉得没有面子，对王莹嫉恨在心。
这个始末，导致了江青在文化大革命期間对王莹的迫害。